# Henrik Wann Jensen
Henrik Wann Jensen  (nacido en 1969 en Harlev, Jutlandia, Dinamarca) es un investigador danés de gráficos por computadora. Es conocido por desarrollar la técnica de mapeo de fotones como tema de su tesis doctoral, pero también ha realizado importantes investigaciones para simular la dispersión del subsuelo y el cielo.
Fue galardonado con un Premio de la Academia (Premio de la Academia para el Logro Técnico) en 2004 junto con Stephen R. Marschner y Patrick Hanrahan por ser pioneros en la investigación en la simulación de la dispersión de la luz del subsuelo en materiales translúcidos como se presenta en su documento "Un modelo práctico para el transporte de luz del subsuelo. ". La técnica de simulación y dispersión de luz en un subsuelo es utilizada por los principales motores de renderizado utilizados en la industria de gráficos por computadora como MentalRay o V-Ray.
Es profesor emérito en el Computer Graphics Laboratory de la Universidad de California, San Diego y tiene títulos de ingeniería de la Universidad Técnica de Dinamarca, donde recibió su doctorado. También es parte de una empresa Luxion que se centra en simular propiedades de luz físicamente precisas en un objeto 3D.